# Daceton boltoni
Daceton boltoni Azorsa & Sosa-Calvo, 2008 è una formica della sottofamiglia Myrmicinae. Insieme ad altri generi di Myrmicinae e Ponerinae vengono chiamate formiche trappola.

## Etimologia
L'epiteto speciefico è dedicata a Barry Bolton per i suoi numerosi contributi allo studio della tassonomia delle formiche e in particolare della tribù Dacetini.

## Distribuzione e habitat
La specie è stata descritta in Perù e in seguito è stata trovata anche in Brasile. È stata suggerita la simpatria con D. armigerum.